# Montividiu do Norte
Montividiu do Norte là một đô thị thuộc bang Goiás, Brasil. Đô thị này có diện tích 1332,991 km², dân số năm 2007 là 4769 người, mật độ 3,6 người/km².